# Charanga

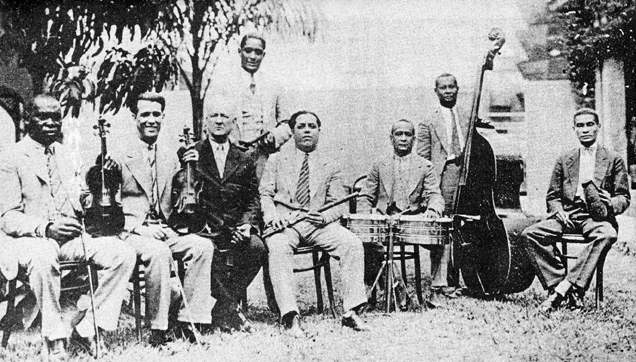
Charanga de Antonio María Romeu, vers 1920

Une charanga est un ensemble musical incluant piano, violon, violoncelle, güiro, clarinette, flûte, contrebasse et timbales . Les ensembles Charanga sont connus pour jouer de la musique cubaine. 
Ce type de formation a d'abord joué des danzones, avant de jouer ensuite du cha-cha-cha, de la salsa. 

## Contexte historique
Le Danzón, très populaire à Cuba entre 1880 et 1920, se situe chronologiquement entre la contradanza, héritière de la contredanse française, et le son cubain, qui deviendra plus tard la salsa. Son acte de naissance officiel indique le 1er janvier 1879, le jour où Miguel Failde a fait ses débuts "Las Alturas de Simpson" à El Liceo De Matanzas. Ces influences françaises  se remarquent notamment avec l'utilisation d'instruments de musique européens, ainsi que des influences haïtiennes,
A Cuba, le terme charanga revêt une signification sensiblement différente, désignant un ensemble musical composé généralement de piano, violon, violoncelle, güiro (instrument de percussion), clarinette, flûte, contrebasse et timbales (ces dernières ne sont pas toujours présentes). À l'origine, les charangas cubaines jouaient principalement du danzón, un genre créé à la fin du XIXe siècle à Matanzas  mais plus tard, ils ont commencé à jouer du cha-cha-cha (inventé en 1954 par le violoniste cubain Enrique Jorrin, qui faisait partie de la charanga Orquesta América) et du son cubain.

## Représentants du genre
- Orquesta Antonio María Romeu
- Orquesta Aragón[6]
- Orquesta Charangoa (Los Angeles)
- Arcaño y sus Maravillas
- Barroso y La Sensación
- Orquesta América
- Maravillas del Siglo
- Orquesta Melodías del 40
- Maravillas de Florida
- Fajardo y Sus Estrellas
- Belisario López
- Orquesta de Neno González
- Ritmo Oriental
- Orquesta Duboney
- Pacheco y Su Charanga[7]
- Pupi y Su Charanga
- Ray Barretto y Su Charanga Moderna
- Orquesta Broadway
- Orquesta Típica Ideal
- Charanga 76[8]
- Gonzalo Fernández y Su Súper Típica de Estrellas
- La Charanga Forever
- La Charanga Cubana (Los Angeles)
- Los Van Van de Cuba